# Jurský park (román)
Jurský park (v orig. Jurassic Park) je vědecko-fantastický román amerického spisovatele Michaela Crichtona z roku 1990, který v českém překladu vyšel roku 1993. Kniha se stala celosvětově známou zejména až po premiéře Spielbergova filmu Jurský park v červnu roku 1993. Zfilmováno stejným režisérem bylo také pokračování románu, Ztracený svět z roku 1995 (film Ztracený svět: Jurský park z roku 1997). Film Jurský park 3 už nebyl založen na knižní předloze.

## Děj románu
Oproti zápletce ve filmu je děj knihy podstatně složitější a rozvinutější. Na kostarickém pobřeží se množí četné případy útoků na novorozence a děti, způsobené podivnými neznámými plazy. Někteří dělníci z ostrova Isla Nublar, vlastněného biotechnologickou společností InGen, jsou zabiti dravými zvířaty. Ředitel společnosti a tvůrce zábavního parku na ostrově John Hammond potřebuje dobrozdání vědců, aby uklidnil investory. Ti se obávají, že park není bezpečný a před jeho otevřením koncem roku 1989 požadují zevrubnou inspekci. Hammond proto pozve na ostrov paleontologa Alana Granta a paleobotaničku Ellie Satlerovou, matematika Iana Malcolma a právníka Donalda Gennara. Přiletí také jeho vnoučata, Tim a Lex Murphyovi.
Na ostrově se šokovaní návštěvníci dozví úžasnou pravdu - InGenu se podařilo metodami genového inženýrství naklonovat a znovu oživit neptačí dinosaury z druhohorního období. Zábavní atrakce proto dostane název Jurský park (přestože většina dinosaurů v parku pochází až z pozdějšího období křídy). Návštěvníci jsou zpočátku nadšení, i když mnozí už jsou i skeptičtí (zejména Malcolm, vyvozující nemožnost úspěchu parku z hlediska své teorie chaosu). Inspekce vyjede do parku na okružní jízdu, když se však v bouřce vrací do návštěvnického centra, vypadne proud. Na vině je počítačový expert Dennis Nedry, který potřebuje vypnout proud, aby mohl ukrást dinosauří embrya. Za ty mu nabídl 1,5 milionu dolarů genetik Lewis Dodgson z konkurenční společnosti BioSyn. Nedry ale při riskantním plánu zemře - je zabit dravým a jedovatým dilofosaurem. Ostatní návštěvníci se ocitnou v parku plném nebezpečných dinosaurů, kteří se nyní dostali ze svých ohrad.
Grant se nakonec sblíží s dětmi, které předtím nesnášel a dobrodružný útěk parkem přežije. Stejně tak Sattlerová, Gennaro a Malcolm (jak se ukáže v druhé knize) a správce parku Robert Muldoon. Naopak zabit je pracovník InGenu Ed Regis (mládě tyranosaura), technik John Arnold a sám majitel parku John Hammond (prokompsognáti). Přeživší jsou nakonec transportováni helikoptérou a ostrov je pro jistotu zničen napalmem shazovaným z vojenských letadel. Už dříve však stihli mnozí velociraptoři nepozorovaně uniknout směrem k pevnině. Mementem knihy je nebezpečí, které přináší neodpovědné využívání moderních technologií a vědeckých poznatků.

## Dinosauři v knize
V knize se objevuje celkem 15 rodů dinosaurů. Jsou to Tyrannosaurus rex, Velociraptor, Triceratops, Stegosaurus, Dilophosaurus, Procompsognathus, Apatosaurus (V některých vydáních knih byl zaměněn jako Camarasaurus), Maiasaura, Hypsilophodon (nebo též Dryosaurus), Hadrosaurus, Microceratus (V některých vydáních knih byl zaměněn jako Callovosaurus), Othnielia, Euoplocephalus, Styracosaurus a ptakoještěr Cearadactylus. V knize se objevil i Coelurosaurus, ale jen jako vzorek DNA, které mělo být extrahováno. Ve filmu se rovněž objevují některé další dinosauří rody, které však přímo vidět nejsou (například teropod Metriacanthosaurus, zmíněný pouze jako jméno na zkumavce s DNA).